# Acalolepta sikkimensis
Acalolepta sikkimensis là một loài bọ cánh cứng trong họ Cerambycidae.